# Sainte-Marie-la-Mer
Sainte-Marie-la-Mer (katalanisch: Santa Maria la Mar) ist eine französische Gemeinde mit 4749 Einwohnern (Stand 1. Januar 2022) im Département Pyrénées-Orientales in der Region Okzitanien. Sie gehört zum Arrondissement Perpignan und zum Kanton Perpignan-2.
Die früher lediglich Sainte-Marie genannte Gemeinde wurde auf Sainte-Marie-la-Mer umbenannt. Dies erfolgte mit Dekret 2017-149 vom 7. Februar 2017.

## Lage
Sainte-Marie-la-Mer besteht aus zwei Ortschaften: Sainte-Marie village 15 Kilometer östlich von Perpignan und Sainte-Marie-Plage an der Küste des Mittelmeers.

## Bevölkerungsentwicklung
- 1962: 0876
- 1968: 0975
- 1975: 0931
- 1982: 1285
- 1990: 2171
- 1999: 3452
- 2006: 4145
- 2018: 4797

## Sehenswürdigkeiten
- Kirche Mariä Himmelfahrt mit einer fünfeckigen romanischen Apsis (Ende des 12. oder Anfang des 13. Jahrhunderts), Monument historique
- Reste der alten Stadtmauer

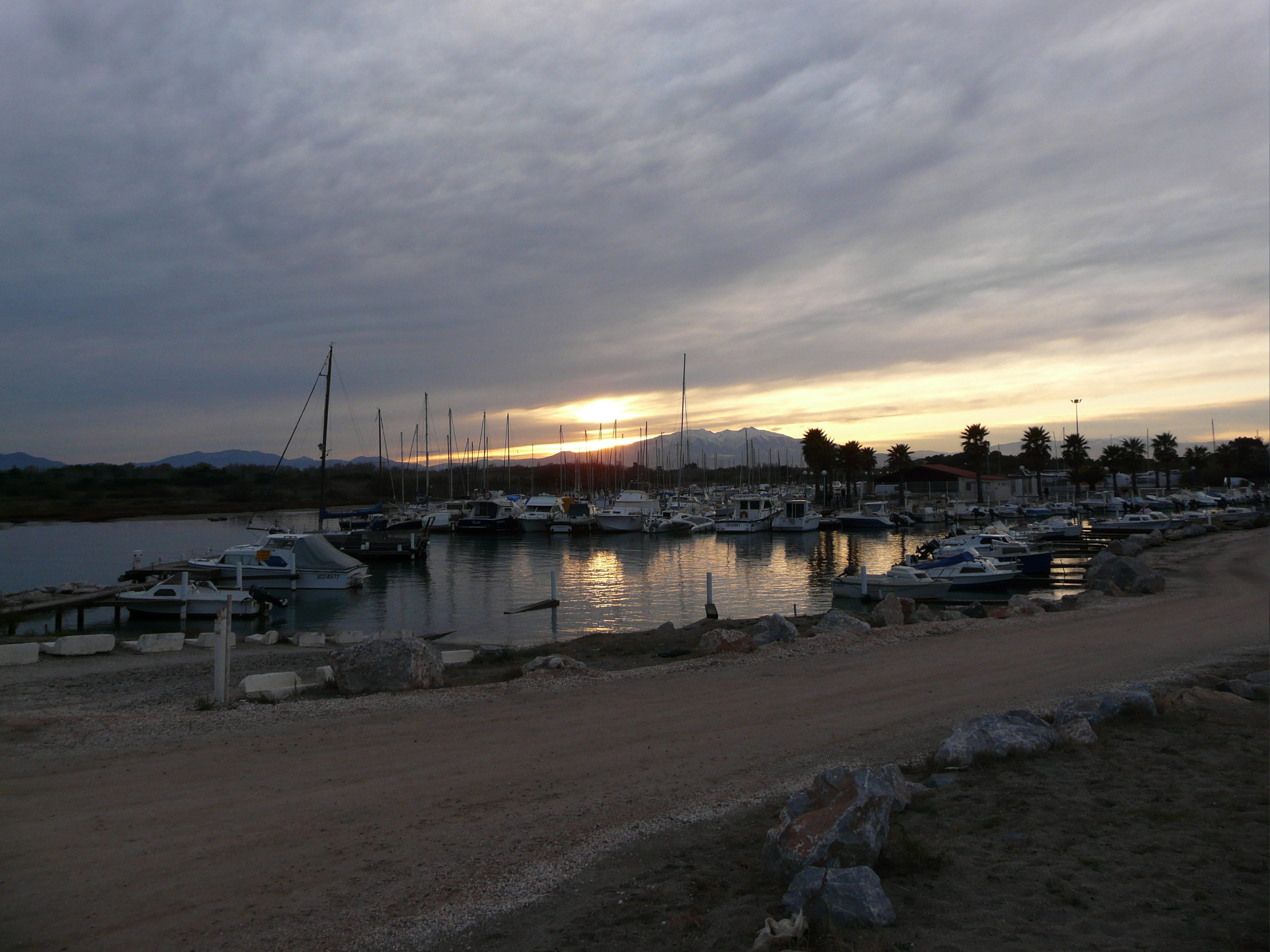
Der Hafen
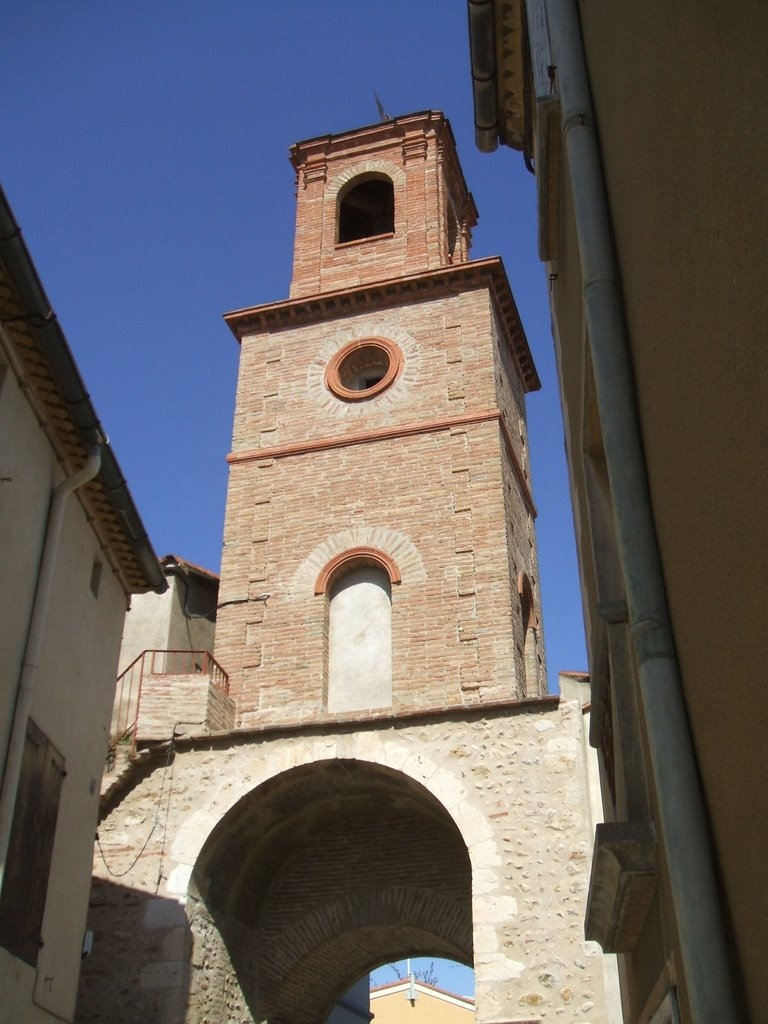
Uhrenturm
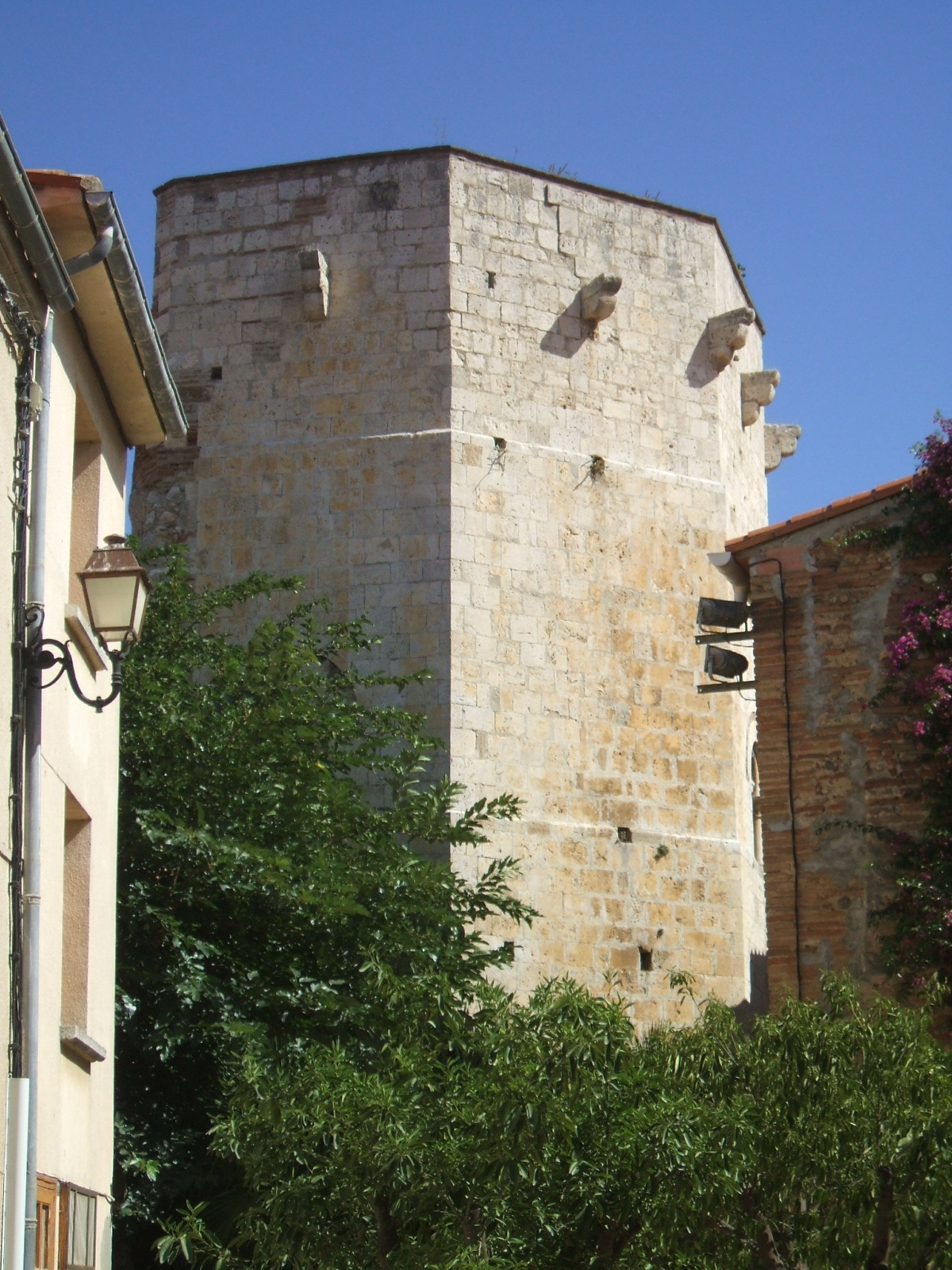
Kirche, Apsis
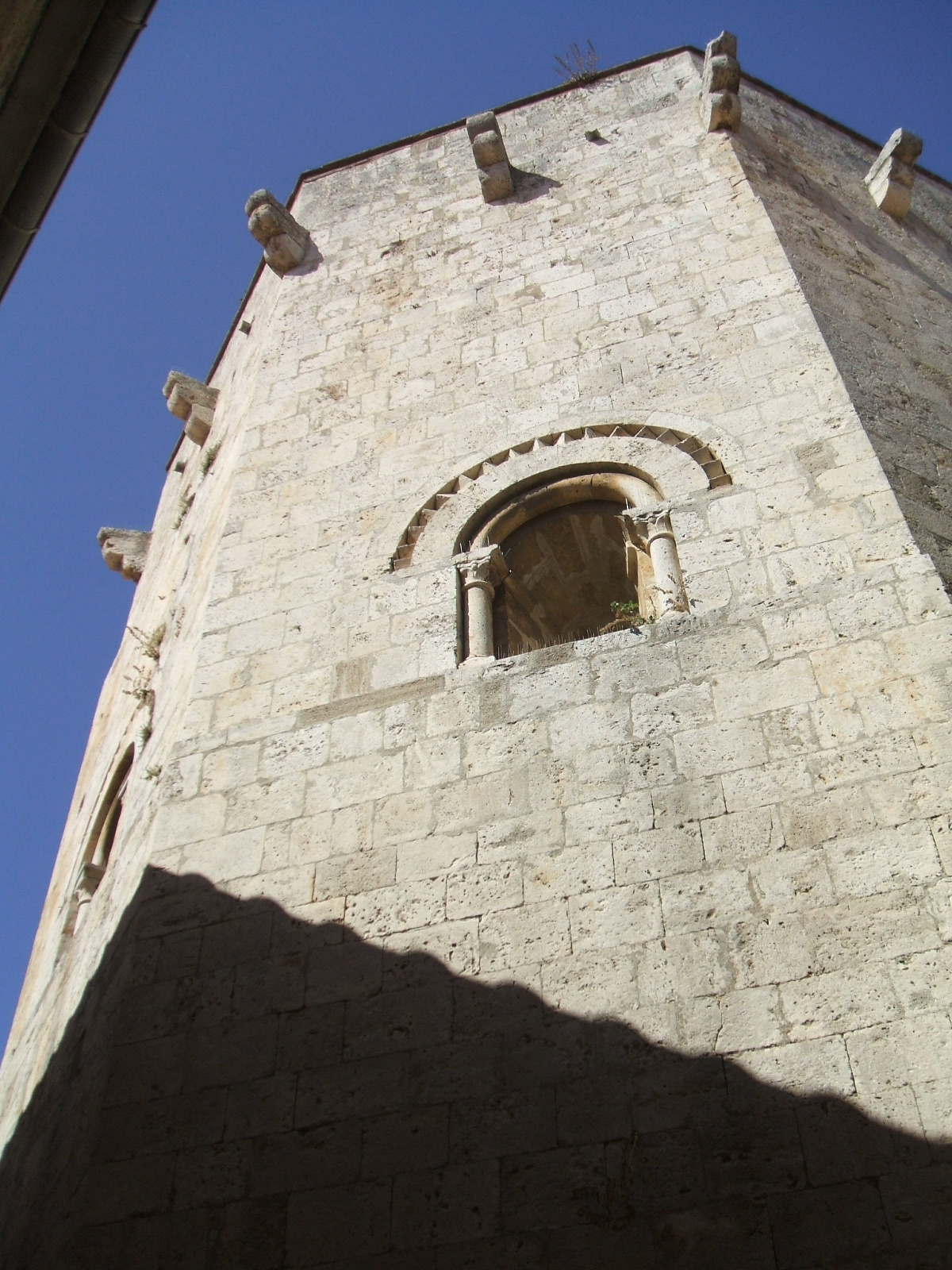
Kirche, Apsis
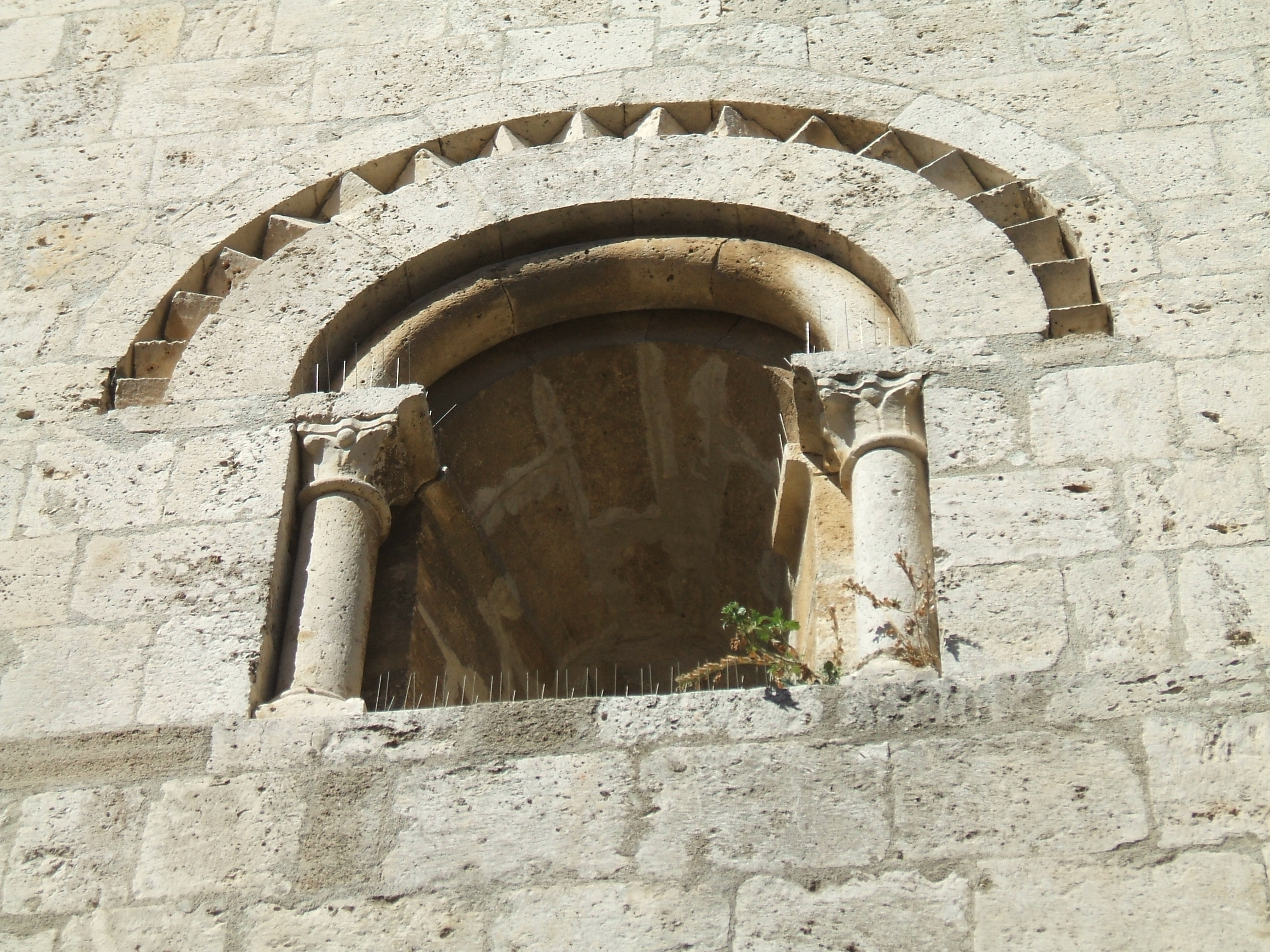
Kirche, Detail
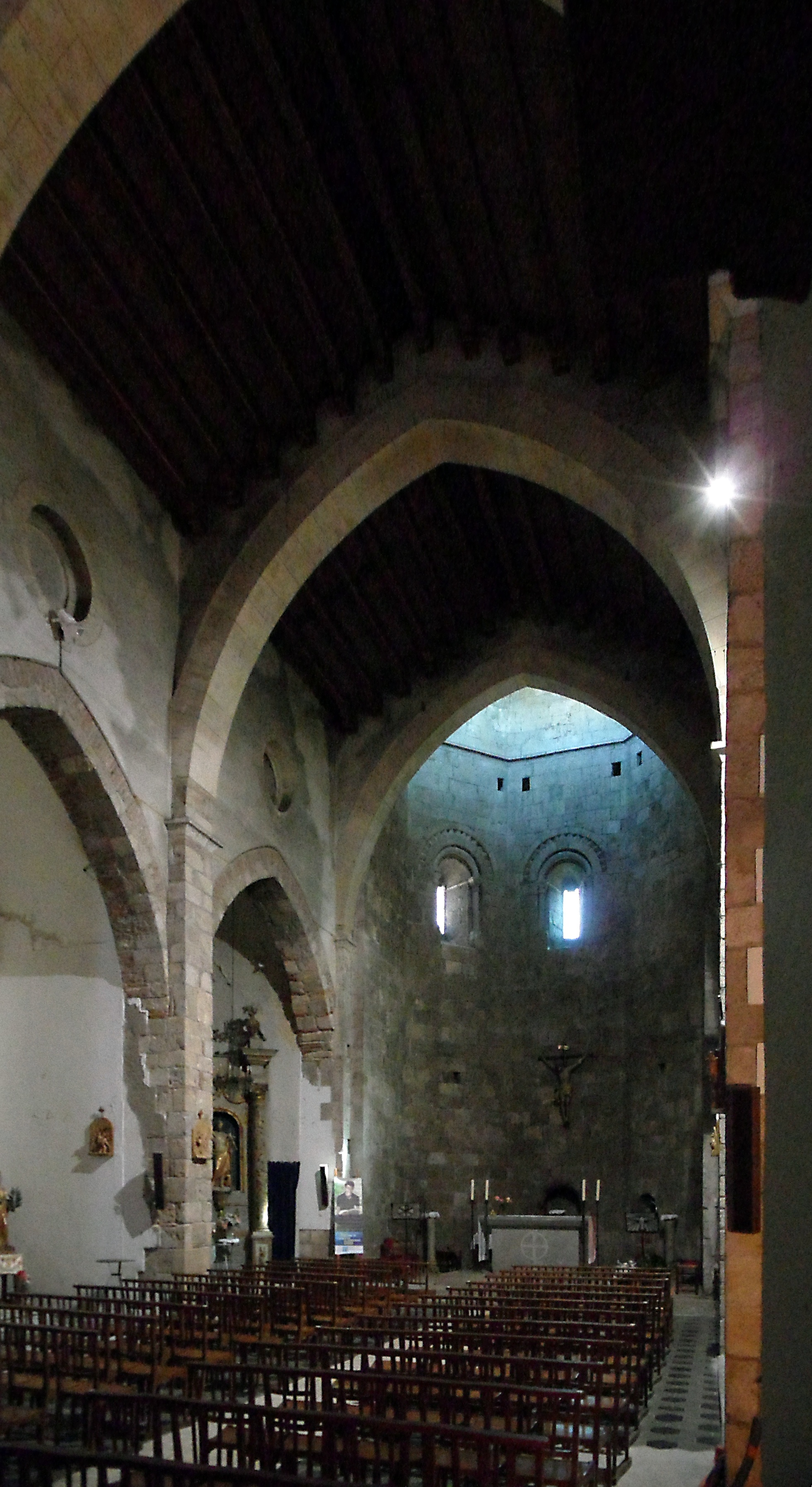
Kirche, Innenansicht